# Fontaines protégées aux monuments historiques en France d'outre-mer
Cet article dresse la liste des fontaines protégées au titre des monuments historiques dans les départements et régions d'outre-mer.
| Nom                                | Commune                 | Département | identifiant Mérimée | Statut  | date de protection | Coordonnées                             | image |
| ---------------------------------- | ----------------------- | ----------- | ------------------- | ------- | ------------------ | --------------------------------------- | ----- |
| Fontaine de Montravel              | Cayenne                 | Guyane      | PA00135681          | Inscrit | 1999               | Place Léopold-Héder                     |       |
| 2 Fontaines du Lamentin            | Le Lamentin             | Martinique  | PA00135669          | Inscrit | 1995               | place Emile-Berlan et place André-Debuc |       |
| Fontaine Gueydon                   | Fort-de-France          | Martinique  | PA97200010          | inscrit | 2009               | 14° 36′ 24″ N, 61° 04′ 26″ O            |       |
| Fontaine de la Vierge (La Réunion) | Saint-Paul_(La_Réunion) | La Réunion  | PA97400103          | inscrit | 2010               | 21° 00′ 49″ S, 55° 16′ 13″ E            |       |